# Die Brücke der Vergeltung
Die Brücke der Vergeltung (Originaltitel: Across the Bridge) ist ein britischer Spielfilm aus dem Jahre 1957. Er basiert auf der Kurzgeschichte Across the Bridge von Graham Greene. 

## Handlung
Der betrügerische britische Finanzmagnat Carl Schaffner erfährt während eines Geschäftstermines in New York, dass Scotland Yard sein Büro in London durchsucht hat, und dabei Geheimpapiere entdeckt hat, die seine Machenschaften beweisen können. Da er bereits 1 Million Dollar auf ein Konto nach Mexiko-Stadt transferieren konnte, beschließt er, unterzutauchen und nach Mexiko zu fliehen. Aus Angst, dass sein Name auf einer Passierliste auftauchen könnte, verzichtet er auf das Fliegen und nimmt stattdessen die Eisenbahn. Er ist noch im Südwesten der USA, als er aus den Tageszeitungen erfährt, dass Scotland Yard schneller gehandelt hat als erwartet, und dafür gesorgt hat, dass er an den Grenzstationen der USA zur Fahndung ausgeschrieben ist.
Im Zug lernt Schaffner den Mitreisenden Paul Scarff kennen. Scarff ist ebenfalls auf dem Weg zur mexikanischen Grenze, um sich dort mit seiner Frau zu treffen. Da Scarff einen mexikanischen Pass besitzt, und er Schaffner äußerlich ähnelt, beschließt letzterer, mit Scarff die Identität zu tauschen. Hierzu betäubt er Scarff, tauscht die Pässe aus und stößt ihn aus dem fahrenden Zug.
An der nächsten Bahnstation steigt Schaffner aus dem Zug aus, da auch Scarff das vorhatte. Bei dieser Gelegenheit bekommt er auch Scarffs Hündin Dolores ausgehändigt, die bis dahin im Gepäckwagen untergebracht war, und ihn nun gezwungenermaßen auf dem weiteren Weg begleitet.
Schaffner macht sich jetzt mit dem Auto auf den Weg zur nahegelegenen mexikanischen Grenze, entdeckt jedoch unterwegs durch Zufall, dass Scarff wegen der Ermordung eines Gouverneurs in Mexiko polizeilich gesucht wird. In seiner Rolle als Scarff, müsste er bei seiner Einreise mit der Verhaftung rechnen, zumal da eine hohe Belohnung ausgesetzt ist. Er beschließt daher umzukehren, um nach Scarff zu suchen. Als er ihn findet, liegt dieser schwer verletzt in einem Motel. Dieses Motel wird von Johnny und Mary geleitet. Schaffner nimmt Scarff seinen eigenen Pass wieder ab. Gegenüber Johnny erweckt Schaffner durch einen Trick den Eindruck, dass dieser die Belohnung kassieren könne, wenn er ihn, den mutmaßlichen Scarff, in Mexiko der Polizei ausliefere. Johnny fällt auf diesen Trick herein und bringt Schaffner, vermeintlich gegen dessen Willen, in die mexikanische Grenzstadt Catrina zur Polizei. 
Der dortige Polizeichef ist sich nicht sicher, ob er nun Scarff oder Schaffner vor sich hat, zumal Scarffs Ehefrau Schaffner als ihren Ehemann identifiziert. Schaffner berichtet ihm vom tatsächlichen Aufenthaltsort Scarffs im Motel. Beim Versuch, ihn dort festzunehmen, wird Scarff erschossen. Der Polizeichef lässt Schaffner daraufhin frei, behält aber vorläufig dessen Pass ein.
Mittlerweile ist auch Scotland Yard in Gestalt von Chefinspektor Hadden in Catrina eingetroffen. Er bemüht sich darum, dass Schaffner über die Grenze zurückgeschickt wird, weil ihn die USA dann nach England ausliefern würden. Der Polizeichef verweigert dies mit Hinweis auf die Gesetzeslage, sichert aber gleichwohl Unterstützung zu. Insbesondere verspricht er, sich darum zu kümmern, dass Schaffner, obwohl de jure ein freier Mann, Catrina nicht verlassen werde.
Mit einer Mischung aus Tricks, Drohungen, Erpressung und Versprechungen gelingt es dem Polizeichef, dass Schaffner weder mit seinen Rechtsanwälten oder seiner Firma Kontakt aufnehmen kann, noch es schafft, den Ort zu verlassen. Nach zwei gescheiterten Fluchtversuchen Schaffners sowie einem ebenso gescheiterten Versuch Haddens, Schaffner mit Hilfe von Johnny gewaltsam über die Grenze zu entführen, verschlechtert sich die Situation für Schaffner dramatisch. Auch auf Druck von Hadden verfügt der Polizeichef, dass die Einwohner Catrinas Schaffner weder Kost noch Logis zur Verfügung stellen, noch ihn sonst in irgendeiner Weise unterstützen dürfen. Dies gelingt auch, da Scarff wegen des Mordes an dem Gouverneur als Volksheld gilt, und Schaffner für dessen Tod verantwortlich gemacht wird.
Währenddessen hat sich das Verhältnis Schaffners zu Scarffs Hündin Dolores grundlegend verändert. Zunächst von Abneigung, später von Ignoranz geprägt, hat Schaffner langsam eine Beziehung zu Dolores aufgebaut, zumal Dolores ihn bei einer Gelegenheit vor dem Biss eines Skorpions gewarnt hat. Schaffner ist zuletzt völlig heruntergekommen und wird von der Bevölkerung zurückgewiesen, so dass Dolores die letzte ist, die Kontakt zu ihm hält.
Durch einen Zufall bekommt Chefinspektor Hadden Dolores in seine Gewalt. Er bindet sie auf der Grenzbrücke an, tut dies aber auf der amerikanischen Seite, um Schaffner herüberzulocken. Bei dem Versuch, die bellende und jaulende Dolores in der Nacht loszubinden, wird Schaffner von einem Polizeiauto mit Hadden darin verfolgt und angefahren. Er stirbt auf der Mitte der Brücke, direkt auf der Grenzlinie.

## Kritik
„Ein betrügerischer Finanzmagnat stürzt von der Höhe seiner Macht in elendeste Verlassenheit. Sein Tod auf der Flucht, auf einer Grenzbrücke zwischen USA und Mexiko, wird durch die erste menschliche Regung verursacht: ein Ende und zugleich ein Anfang.“

## Verschiedenes
Die Romanvorlage Across the Bridge von Graham Greene wurde 2001 unter dem Titel Double Take, (deutscher Titel: Die doppelte Nummer) erneut verfilmt.
Die Hündin Dolores stammte aus einem Tierheim in Liverpool. Ihr Trainer, Alan Percival, wurde durch den Film so bekannt, dass er ein von ihm gegründetes Tierheim nach ihr benannte.